# Smirnowia turkestana
Smirnowia es un género monotípico de plantas con flores perteneciente a la familia Fabaceae. Su única especie:  Smirnowia turkestana Bunge, es originaria de Asia, donde se encuentra en Afganistán, Turquestán y Uzbekistán.

## Descripción
Es una planta herbácea arbustiva que alcanza 1 metro de altura. Los tallos con numerosas ramas delgadas,  son pubescentes con pelos blanquecinos. Las hojas son simples, ternadas, rara vez obovadas. El envés densamente cubierto de pelos. Las flores se producen en la axilas de las hojas. El cáliz tomentoso-peludo, con pequeños dientes triangulares lanceolados, más cortos que el tubo, con tres dientes más largos que los otros dos. Corola de color malva, raramente blanca, de unos 15 mm. El fruto es una legumbre de hasta 5 cm. Las semillas reniformes, de unos 5 mm de longitud, lateralmente comprimidas, con borde redondeado. Florece en abril-mayo, y fructifica en mayo - junio.

## Propiedades
En la planta se encuentran alcaloides relacionados con derivados de putrescina, de los cuales están aislados sferofizina, smirnovina y smirnovinina. En la primavera contiene una pequeña cantidad de smirnovina (hasta 0.052%), en agosto aumenta el número de sferofizina a (0,09%) y smirnovinina a (0,36%).
Los alcaloides smirnovinina y sferofizina ayudan a reducir la presión arterial.

## Taxonomía
Smirnowia turkestana fue descrita por Alexander von Bunge y publicado en Trudy Imperatorskago S.-Peterburgskago Botaničeskago Sada 4: 339. 1876.
Etimología
Smirnowia: nombre genérico que fue otorgado en honor de Mijaíl Smirnov, el primero que descubrió esta planta en Kyzyl Kum.
turkestana: epíteto geográfico que alude a su localización en Turquestán.
sinonimia
- Eremosparton turkestana (Bunge) Franch.
- Smirnovia turkestana Bunge
- Smirnowia turcestana Bunge[2]
- Smirnowia iranica Sabeti[3]